# Lena Philipsson
Maria Magdalena Filipsson, nascuda el 19 de gener de 1966 a Vetlanda (Província de Jönköping) i coneguda com a Lena Philipsson és una cantant sueca de gran èxit en el seu país.
El 2004 va representar a Suècia en el Festival d'Eurovisió, després de vèncer en el Melodifestivalen amb la cançó "It Hurts" ("Fa mal"), aconseguint un cinquè lloc per al seu país. Després d'aquesta participació, va augmentar la popularitat en el seu país, fins a ser l'artista que més discos va vendre el 2004: "De gör ont" va ser número 1 durant set setmanes consecutives, i l'àlbum Det gör ont en stund på natten men inget på dan ho va ser durant cinc. El 2005 va ser guanyadora en els premis musicals més importants del país i va treure l'àlbum Jag ångrar ingenting, del que es van vendre 30.000 còpies el primer dia de venda. El 2006 va presentar les semifinals i la final del Melodifestivalen.

## Trajectòria al Melodifestivalen
- 1986 amb Kärleken är evig (2a)
- 1987 amb Dansa i neon (5a)
- 1988 amb Om igen (2a)
- 1991 amb Tvillingsjäl (Autora)
- 1999 amb Det svär jag på (Autora)
- 2004 amb Det gör ont (1a).

El 2006 va presentar les semifinals, repesca i final d'aquest mediàtic concurs de la televisió sueca.

## Trajectòria en el festival d'Eurovisió
- 2004 amb Det gör ont ("It Hurts") (5a)

## Discografia

### Àlbums
- Kärleken Är Evig (1986)
- Dansa I Neon (1987)
- Boy (1987)
- Talking In Your Sleep (1988)
- Hitlåtar med Lena Philipsson 1985-1987 (1988)
- My Name (1989)
- A Woman's Gotta Do What A Woman's Gotta Do (1991)
- Fantasy (1993)
- Lena Philipsson (1995)
- Bästa Vänner (1997)
- Hennes Bästa (1998)
- Lena Philipsson Collection 1984, 2001 (2001)
- 100% Lena (2002)
- Det gör ont en stund på natten men inget på dan (2004)
- Jag ångrar ingenting (2005)
- Lena 20 År (2007)
- Dubbel (Lena & Orup) (2008)

### Singles
- Boy/You Open My Eyes (1984)
- Kärleken Är Evig/Om Kärleken Är Blind (1986)
- Åh Amadeus (1986)
- Jag Känner (Ti Sento) (1986)
- Dansa I Neon (1987)
- Cheerio / Det Går Väl An (1987)
- Saknar Dig Innan Du Går (1987)
- Den Ende (1987)
- Klinga Mina Klockor/med Benny Andersson & Önskekören (1987)
- I'm A Fool/Teach Me Tiger (1987)
- Om Igen/Vem Skall Sova Över (1988)
- Talking In Your Sleep (1988)
- I Varje Spegel/Ain't It Just The Way (1988)
- Tänd Ett Ljus/What Can I Do? (1989)
- Standing In My Rain/Blue Jeans (1989)
- Why (Så Lätt Kommer Du Inte Undan) (1989)
- What Can I Do (1990)
- The Escape (1991)
- 006/Hard To Be A Lover (1991)
- The Preacher (1991)
- Are You In Or Are You Out (1991)
- Fantasy (1993)
- Give Me Your Love (1993)
- Baby Baby Love (1993)
- Månsken I Augusti (1994)
- Kärlek Kommer Med Sommar/Vila Hos Mig (1995)
- Stjärnorna (1995)
- Moder Swea/Underbar (1995)
- Bästa Vänner (1997)
- Tänk Om Jag Aldrig Mer (1997)
- I Believe In Miracles (2000) (radio)
- Fly Me Over The Rainbow (2001) (radio)
- Spell Of Love/Lady Star (2001)
- Det Gör Ont (2004)
- Delirium (2004)
- Lena Anthem (2004)
- På Gatan Där Jag Bor (2005)
- Unga Pojkar & Äldre Män (2005)
- Han Jobbar I Affär (2005)
- Jag Ångrar Ingenting (2006)
- Det Ringer På Min Dörr(2006)
- Nu När Du Gått (Lena & Orup (2008)